# Oblast d'Arzamas
1954–1957
L’oblast d'Arzamas (en russe : Арзамасская область, Arzamasskaïa oblast’) est une division territoriale et administrative de la république socialiste fédérative soviétique de Russie, en Union soviétique. Fondée en 1954, elle fut supprimée en 1957. Sa capitale administrative était la ville d'Arzamas — aujourd’hui dans l’oblast de Nijni Novgorod, en Russie.

## Histoire
L'oblast d'Arzamas fut créée par un décret du Præsidium du Soviet suprême de l'URSS, le 6 janvier 1954. Son territoire était constitué par la partie méridionale de l'oblast de Gorki, de laquelle 32 raïons furent détachés pour former la nouvelle entité. 
L'oblast comprenait les villes d'Arzamas, Vyksa et Koulebaki, les raïons Ardatovski, Arzamaski, Bolche-Boldinski, Bolche-Maressevski, Boutourlinski, Chatkovski, Diveïevski, Gaguinski, Kyzyl-Oktiabrski, Knyaguininski, Koulebakski, Kourmychski, Loukoïanovski, Mordovchtchikovski, Moukhtolovski, Narouksovski, Perevozski, Pervomaïski, Petriaksinski, Pilnenski, Potchnkovski, Razinski, Salganski, Sergatchski, Setchenovski, Smirnovski, Spasski, Talyzinski, Tchernoukhinski, Vadski, Voznessenski, Vykski,
L'oblast fut supprimée le 23 avril 1957 et son territoire réuni à l'oblast de Gorki.

## Géographie
La superficie de l'oblast était de 27 200 km2. L'oblast d'Arzamas était limitée au nord par l'oblast de Gorki, à l'est par la République socialiste soviétique autonome tchouvache, au sud par la République socialiste soviétique autonome mordve, au sud-ouest par l'oblast de Riazan et à l'ouest par l'oblast de Vladimir.

## Population
En 1956, la population de l'oblast était estimée à 1 068 000 habitants. 

## Sources
- (ru) Cet article est partiellement ou en totalité issu de l’article de Wikipédia en russe intitulé « Арзамасская область » (voir la liste des auteurs).